# Osasco Voleibol Clube
L'Osasco Voleibol Clube è una società pallavolistica femminile brasiliana, con sede a Osasco: milita nel campionato brasiliano di Superliga Série A.

## Storia
L'Osasco Voleibol Clube nasce nel 2009, quando eredita giocatrici e posto in Superliga dall'Associação Desportiva Classista Finasa, che in seguito alla perdita del main sponsor decide di concentrare le proprie attività nel settore giovanile. Il patrocinio economico del nuovo club viene affidato al comune di Osasco, mentre sponsor diventa la Nestlé, sia attraverso il proprio marchio principale che tramite le proprie etichette Sollys e Molico. Rispetto all'antenata società cambiano i colori sociali, passando dallo storico bianco-rosso all'arancione, bianco e blu. Arriva così il debutto del club nel Campionato Paulista, in cui perde la finale contro l'Esporte Clube Pinheiros. Disputa poi il Campionato sudamericano per club, competizione che si aggiudica battendo le rivali del Rio de Janeiro Vôlei Clube, risultato ripetutosi anche in Superliga. In entrambe le vittorie il risultato viene ulteriormente impreziosito dai due titoli di MVP del capitano della squadra, Jaqueline de Carvalho.
La stagione 2010-11 inizia col terzo posto nel campionato statale e col secondo successo consecutivo al campionato sudamericano per club, che vede Adenízia da Silva ricevere il premio di miglior giocatrice, Natália Pereira come miglior attaccante, Wélissa Gonzaga miglior servizio, Carolina Albuquerque miglior palleggiatrice, Thaís Barbosa miglior difesa e Camila Brait miglior libero. La vittoria consente al club di partecipare alla rinata Coppa del Mondo per club, dove esce sconfitto in finale con un pesante 3-0 ad opere delle turche del Fenerbahçe Spor Kulübü; magra consolazione per Thaísa de Menezes e Carolina Albuquerque, premiate rispettivamente come miglior attaccante e miglior palleggiatrice. In Superliga arriva la sconfitta in finale contro il Rio de Janeiro Vôlei Clube, che si impone con un perentorio 3-0.
La stagione successiva vede l'Osasco perdere la finale del Campionato Paulista contro il GRER. Al campionato sudamericano per club arriva l'ennesimo trionfo, questa schierando prevalentemente le riserve; pioggia di premi per le giocatrici, capaci di vincere sette premi sugli otto a disposizione: Jaqueline de Carvalho nuovamente Most Valuable Player e miglior servizio, Ivna Marra miglior attaccante, Larissa de Souza miglior muro, Karine Guerra miglior palleggiatrice, Silvana Papini miglior ricevitrice, Camila Brait miglior libero. Alle Coppa del Mondo per club le cose però non vanno altrettanto bene, l'Osasco chiude con un deludente terzo posto e la sola Adenízia da Silva a distinguersi come miglior muro del torneo. La stagione viene chiusa con la vittoria della seconda Superliga brasiliana, nella terza finale consecutiva contro Rio de Janeiro, questa volta battuto con un netto 3-0; Josefa de Souza riceve il premio di miglior giocatrice della finale e di miglior palleggiatrice, la solita Adenízia da Silva è il miglior muro e Camila Brait è la miglior ricevitrice.
La stagione 2012-13 inizia maniera straordinaria, con la vittoria del Campionato Paulista contro il Campinas Voleibol Clube. Segue la quarta affermazione continentale al campionato sudamericano per club, con ennesima pioggia di premi: le nuove arrivate Sheilla de Castro e Fernanda Garay sono rispettivamente MVP e miglior ricevitrice; gli altri premi sono divisi dalle solite Jaqueline, Adenízia, Fabíola, Thaísa e Camila Brait, rispettivamente miglior servizio, miglior attaccante, miglior palleggiatrice, miglior muro e miglior libero. Il 19 ottobre 2012 vincono il terzo titolo in pochi mesi e si laureano campionesse del mondo alla Coppa del Mondo per club, battendo in finale le azere del Rabitə Baku; Sheilla nuovamente miglior giocatrice ed anche miglior attaccante, Thaísa miglior attaccante, Jaqueline miglior ricevitrice e Camila Brait nuovamente miglior libero. Dopo i tre titoli di inizio stagione, in campionato arriva la quarta finale in altrettante partecipazioni, contro le solite avversarie del Rio de Janeiro; dopo tre finali a senso unico, questa volta la gara vede l'Osasco condurre per due set a zero, prima di arrendersi alla straordinaria rimonta delle carioca.

## Rosa 2024-2025
| N° | Nome                 | Ruolo | Data di nascita   | Nazionalità sportiva |
| -- | -------------------- | ----- | ----------------- | -------------------- |
| 1  | Sophia Dantas        | L     | 24 marzo 2004     | Brasile              |
| 3  | Maria Carvalhaes     | P     | 28 settembre 2003 | Brasile              |
| 4  | Maira Cipriano       | S     | 7 marzo 1995      | Brasile              |
| 5  | Ana Luiza Berto      | P     | 13 giugno 2006    | Brasile              |
| 7  | Silvana Papini       | S     | 10 gennaio 1988   | Brasile              |
| 9  | Tifanny de Abreu     | O     | 29 ottobre 1984   | Brasile              |
| 10 | Nelmaira Váldez      | S     | 22 aprile 1992    | Venezuela            |
| 11 | Valquíria Dullius    | C     | 19 agosto 1994    | Brasile              |
| 12 | Natália Pereira      | S     | 4 aprile 1989     | Brasile              |
| 13 | Kenya Malachias      | P     | 29 novembre 2000  | Brasile              |
| 14 | Larissa Besen        | C     | 2 marzo 2001      | Brasile              |
| 15 | Geovana Freitas      | C     | 20 maggio 2000    | Brasile              |
| 16 | Mayara Barcelos      | S     | 26 aprile 2001    | Brasile              |
| 17 | Polina Rahimova      | O     | 5 giugno 1990     | Azerbaigian          |
| 18 | Camila Brait         | L     | 28 ottobre 1988   | Brasile              |
| 19 | Amanda da Silva      | S     | 22 giugno 1993    | Brasile              |
| 20 | Callie Schwarzenbach | C     | 25 agosto 1999    | Stati Uniti          |
| 22 | Giovana Gasparini    | P     | 5 luglio 1994     | Brasile              |

## Palmarès
- Campionato brasiliano: 3

2009-10, 2011-12, 2024-25
- Coppa del Brasile: 3

2014, 2018, 2025
- Campionato Paulista: 9

2012, 2013, 2014, 2015, 2016, 2017, 2020, 2021, 2023
- Coppa San Paolo: 2

2010, 2011
- Campionato sudamericano per club: 4

2009, 2010, 2011, 2012
- Campionato mondiale per club: 1

2012